# Discographie de Beyoncé
Beyoncé, auteure-compositrice-interprète américaine, a sorti huit albums studio, un album avec son mari Jay-Z, cinq albums live, trois extended play et plus de quatre-vingt singles.
Après avoir été membre du groupe Destiny's Child, elle sort en 2003 son premier album studio, Dangerously in Love, qui s'écoule à plus d'onze millions d'exemplaires. Elle a depuis sorti sept autres albums studio (B'Day, I Am... Sasha Fierce, 4, Beyoncé, Lemonade, Renaissance et Cowboy Carter), qui se sont tous classés à la première place des ventes aux États-Unis.
Neuf de ses chansons ont également atteint la première place du Billboard Hot 100 : Crazy in Love, Baby Boy, Check on It, Irreplaceable, Single Ladies (Put a Ring on It), Perfect Duet (avec Ed Sheeran), Savage (avec Megan Thee Stallion), Break My Soul et Texas Hold 'Em.
Elle a vendu plus de 200 millions de disques dans le monde.

## Albums

### Albums studio
| Album                                                | Classements | Classements | Classements | Classements | Classements | Classements | Classements | Classements | Classements | Classements | Classements | Classements | Classements | Classements | Classements | Classements | Certifications                                                        | Ventes mondiales |
| Album                                                | É-U         | CAN         | R-U         | IRL         | FRA         | ESP         | ITA         | SUI         | BE/W        | BE/F        | P-B         | ALL         | AUT         | SUE         | AUS         | N-Z         | Certifications                                                        | Ventes mondiales |
| ---------------------------------------------------- | ----------- | ----------- | ----------- | ----------- | ----------- | ----------- | ----------- | ----------- | ----------- | ----------- | ----------- | ----------- | ----------- | ----------- | ----------- | ----------- | --------------------------------------------------------------------- | ---------------- |
| Dangerously in Love - Label : Columbia               | 1           | 1           | 1           | 1           | 14          | 10          | 16          | 2           | 13          | 3           | 4           | 1           | 3           | 11          | 2           | 8           | : 6x Platine : Platine : 3x Platine : 3x Platine : 2x Or : 3x Platine | 11 000 000       |
| B'Day - Label : Columbia, Sony BMG                   | 1           | 3           | 3           | 3           | 12          | 5           | 10          | 2           | 12          | 7           | 5           | 5           | 13          | 15          | 8           | 8           | : 5x Platine : Or : Platine : 2x Platine : Or : Platine               | 8 000 000        |
| I Am... Sasha Fierce - Label : Columbia, Music World | 1           | 6           | 2           | 1           | 20          | 7           | 16          | 7           | 32          | 10          | 6           | 17          | 20          | 5           | 3           | 3           | : 6x Platine : 3x Or : 5x Platine : 5x Platine : 6x Platine           | 8 000 000        |
| 4 - Label : Columbia, Parkwood                       | 1           | 3           | 1           | 1           | 2           | 1           | 4           | 1           | 4           | 4           | 2           | 5           | 13          | 13          | 2           | 3           | : 4x Platine : Or : 2x Platine : 2x Platine : Or : 2x Platine         | 3 000 000        |
| Beyoncé - Label : Columbia, Parkwood                 | 1           | 1           | 2           | 2           | 13          | 8           | 14          | 4           | 9           | 4           | 1           | 11          | 13          | 27          | 1           | 2           | : 5x Platine : Or : 2x Platine : 3x Platine : Or : 2x Platine         | 5 000 000        |
| Lemonade - Label : Columbia, Parkwood                | 1           | 1           | 1           | 1           | 7           | 2           | 5           | 2           | 9           | 1           | 1           | 3           | 9           | 1           | 1           | 1           | : 3x Platine : 2x Platine : 2x Platine : Or : Platine                 | 3 000 000        |
| Renaissance - Label : Columbia, Parkwood             | 1           | 1           | 1           | 1           | 1           | 3           | 2           | 3           | 1           | 1           | 1           | 2           | 2           | 1           | 1           | 1           | : Platine : Or : Platine : Or                                         |                  |
| Cowboy Carter - Label : Columbia, Parkwood           | 1           | 1           | 1           | 1           | 1           | 1           | 6           | 1           | 1           | 1           | 1           | 1           | 1           | 1           | 1           | 1           | : Or : Or : Argent                                                    |                  |

### Album avec Jay-Z
| Album                                                               | Classements | Classements | Classements | Classements | Classements | Classements | Classements | Classements | Classements | Classements | Classements | Classements | Classements | Classements | Classements | Classements | Certifications     | Ventes mondiales |
| Album                                                               | É-U         | CAN         | R-U         | IRL         | FRA         | ESP         | ITA         | SUI         | BE/W        | BE/F        | P-B         | ALL         | AUT         | SUE         | AUS         | N-Z         | Certifications     | Ventes mondiales |
| ------------------------------------------------------------------- | ----------- | ----------- | ----------- | ----------- | ----------- | ----------- | ----------- | ----------- | ----------- | ----------- | ----------- | ----------- | ----------- | ----------- | ----------- | ----------- | ------------------ | ---------------- |
| Everything Is Love (avec Jay-Z) - Label : Columbia, UMG, Roc Nation | 2           | 4           | 5           | 10          | 44          | 9           | 20          | 5           | 28          | 8           | 4           | 23          | 21          | 7           | 6           | 11          | : Or : Or : Argent |                  |

### Bandes originales de film
| Album                                                       | Classements                                                            | Classements | Classements | Classements | Classements | Classements | Classements | Classements | Classements | Classements | Classements | Classements | Classements | Classements | Classements | Classements | Certifications | Ventes mondiales |
| Album                                                       | É-U                                                                    | CAN         | R-U         | IRL         | FRA         | ESP         | ITA         | SUI         | BE/W        | BE/F        | P-B         | ALL         | AUT         | SUE         | AUS         | N-Z         | Certifications | Ventes mondiales |
| ----------------------------------------------------------- | ---------------------------------------------------------------------- | ----------- | ----------- | ----------- | ----------- | ----------- | ----------- | ----------- | ----------- | ----------- | ----------- | ----------- | ----------- | ----------- | ----------- | ----------- | -------------- | ---------------- |
| Dreamgirls - Label : Columbia, Music World                  | 1                                                                      | N/D         | N/D         | N/D         | 65          | 55          | -           | 24          | -           | 44          | 22          | 28          | 19          | -           | 15          | -           | : Platine : Or | 2 000 000        |
| The Lion King: The Gift - Label : Columbia, UMG, Roc Nation | 2                                                                      | 4           | 7           | N/D         | 28          | 64          | 39          | 20          | 36          | 12          | 3           | 48          | 37          | 22          | 12          | 16          | : Argent       |                  |
|                                                             | Le sigle « N/D » signifie que les classements ne sont pas disponibles. |             |             |             |             |             |             |             |             |             |             |             |             |             |             |             |                |                  |

### Albums Live
| Album                                                                                    | Classements                                                   | Classements                                                   | Classements                                                   | Classements                                                   | Classements                                                   | Classements                                                   | Classements                                                   | Classements                                                   | Classements                                                   | Classements                                                   | Classements                                                   | Classements                                                   | Classements                                                   | Classements                                                   | Classements                                                   | Classements                                                   | Certifications | Ventes mondiales |
| Album                                                                                    | É-U                                                           | CAN                                                           | R-U                                                           | IRL                                                           | FRA                                                           | ESP                                                           | ITA                                                           | SUI                                                           | BE/W                                                          | BE/F                                                          | P-B                                                           | ALL                                                           | AUT                                                           | SUE                                                           | AUS                                                           | N-Z                                                           | Certifications | Ventes mondiales |
| ---------------------------------------------------------------------------------------- | ------------------------------------------------------------- | ------------------------------------------------------------- | ------------------------------------------------------------- | ------------------------------------------------------------- | ------------------------------------------------------------- | ------------------------------------------------------------- | ------------------------------------------------------------- | ------------------------------------------------------------- | ------------------------------------------------------------- | ------------------------------------------------------------- | ------------------------------------------------------------- | ------------------------------------------------------------- | ------------------------------------------------------------- | ------------------------------------------------------------- | ------------------------------------------------------------- | ------------------------------------------------------------- | -------------- | ---------------- |
| Live at Wembley - Label : Columbia                                                       | 17                                                            | -                                                             | -                                                             | -                                                             | -                                                             | -                                                             | -                                                             | 73                                                            | -                                                             | -                                                             | -                                                             | 59                                                            | -                                                             | -                                                             | -                                                             | -                                                             |                |                  |
| The Beyoncé Experience Live - Label : Columbia, Sony BMG                                 | Non classé dans les Top Albums car considéré comme une vidéo. | Non classé dans les Top Albums car considéré comme une vidéo. | Non classé dans les Top Albums car considéré comme une vidéo. | Non classé dans les Top Albums car considéré comme une vidéo. | Non classé dans les Top Albums car considéré comme une vidéo. | Non classé dans les Top Albums car considéré comme une vidéo. | Non classé dans les Top Albums car considéré comme une vidéo. | Non classé dans les Top Albums car considéré comme une vidéo. | Non classé dans les Top Albums car considéré comme une vidéo. | Non classé dans les Top Albums car considéré comme une vidéo. | Non classé dans les Top Albums car considéré comme une vidéo. | Non classé dans les Top Albums car considéré comme une vidéo. | Non classé dans les Top Albums car considéré comme une vidéo. | Non classé dans les Top Albums car considéré comme une vidéo. | Non classé dans les Top Albums car considéré comme une vidéo. | Non classé dans les Top Albums car considéré comme une vidéo. |                |                  |
| I Am...Yours : An Intimate Performance at Wynn Las Vegas - Label : Columbia, Music World | -                                                             | -                                                             | -                                                             | -                                                             | 117                                                           | 8                                                             | -                                                             | -                                                             | -                                                             | 90                                                            | 66                                                            | 85                                                            | -                                                             | -                                                             | -                                                             | -                                                             |                |                  |
| I Am... World Tour - Label : Columbia                                                    | -                                                             | -                                                             | -                                                             | -                                                             | -                                                             | 15                                                            | 63                                                            | -                                                             | -                                                             | -                                                             | -                                                             | -                                                             | -                                                             | -                                                             | -                                                             | -                                                             |                |                  |
| Homecoming: The Live Album - Label : Columbia, Parkwood                                  | 4                                                             | 7                                                             | 25                                                            | 20                                                            | 34                                                            | 88                                                            | 52                                                            | 15                                                            | 56                                                            | 7                                                             | 9                                                             | 41                                                            | 46                                                            | 33                                                            | 18                                                            | 22                                                            | : Or           |                  |

### Extended plays
| Album                                     | Classements | Classements | Classements | Classements | Classements | Classements | Classements | Classements | Classements | Classements | Classements | Classements | Classements | Classements | Classements | Classements | Certifications | Ventes mondiales |
| Album                                     | É-U         | CAN         | R-U         | IRL         | FRA         | ESP         | ITA         | SUI         | BE/W        | BE/F        | P-B         | ALL         | AUT         | SUE         | AUS         | N-Z         | Certifications | Ventes mondiales |
| ----------------------------------------- | ----------- | ----------- | ----------- | ----------- | ----------- | ----------- | ----------- | ----------- | ----------- | ----------- | ----------- | ----------- | ----------- | ----------- | ----------- | ----------- | -------------- | ---------------- |
| Irreemplazable - Label : Columbia         | 105         | -           | -           | -           | -           | -           | -           | -           | -           | -           | -           | 78          | -           | -           | -           | -           |                |                  |
| 4: The Remix - Label : Columbia, Parkwood | -           | -           | -           | -           | -           | -           | -           | -           | -           | -           | -           | -           | -           | -           | -           | -           | : Argent       |                  |
| More - Label : Columbia, Parkwood         | 8           | -           | 41          | -           | -           | -           | -           | -           | 123         | 69          | -           | -           | -           | -           | -           | 24          |                |                  |

### Compilations
| Album                                                                | Classements | Classements | Classements | Classements | Classements | Classements | Classements | Classements | Classements | Classements | Classements | Classements | Classements | Classements | Classements | Classements | Certifications | Ventes mondiales |
| Album                                                                | É-U         | CAN         | R-U         | IRL         | FRA         | ESP         | ITA         | SUI         | BE/W        | BE/F        | P-B         | ALL         | AUT         | SUE         | AUS         | N-Z         | Certifications | Ventes mondiales |
| -------------------------------------------------------------------- | ----------- | ----------- | ----------- | ----------- | ----------- | ----------- | ----------- | ----------- | ----------- | ----------- | ----------- | ----------- | ----------- | ----------- | ----------- | ----------- | -------------- | ---------------- |
| Above and Beyoncé: Video Collection & Dance Mixes - Label : Columbia | 35          | -           | -           | -           | -           | -           | -           | -           | -           | -           | -           | -           | -           | -           | -           | -           |                |                  |

### Autres albums
- 2004 : True Star : A Private Performance (CD offert avec l'achat du parfum True Star de Tommy Hilfiger, contenant les titres Wishing on a Star & Naïve)
- 2005 : Speak My Mind (inclut des remixes et des titres inédits de l'album Dangerously in Love)
- 2008 : Beyoncé Karaoke Hits, Vol. I (inclut des versions pour karaoké de titres de l'album B'Day)
- 2010 : Live in Vegas Instrumentals (version instrumentale de l'album live I Am...Yours: An Intimate Performance at Wynn Las Vegas)
- 2011 : Heat (CD offert pour l'achat du parfum Heat, incluant des remixes de l'album I Am... Sasha Fierce)

## Singles

### Années 2000
| Année | Single                                                    | Classements                                   | Classements                                   | Classements                                   | Classements                                   | Classements                                   | Classements                                   | Classements                                   | Classements                                   | Classements                                   | Classements                                   | Classements                                   | Classements                                   | Classements                                   | Classements                                   | Classements                                   | Classements                                   | Album                                |
| Année | Single                                                    | É-U                                           | CAN                                           | R-U                                           | IRL                                           | FRA                                           | ESP                                           | ITA                                           | SUI                                           | BE/W                                          | BE/F                                          | P-B                                           | ALL                                           | AUT                                           | SUE                                           | AUS                                           | N-Z                                           | Album                                |
| ----- | --------------------------------------------------------- | --------------------------------------------- | --------------------------------------------- | --------------------------------------------- | --------------------------------------------- | --------------------------------------------- | --------------------------------------------- | --------------------------------------------- | --------------------------------------------- | --------------------------------------------- | --------------------------------------------- | --------------------------------------------- | --------------------------------------------- | --------------------------------------------- | --------------------------------------------- | --------------------------------------------- | --------------------------------------------- | ------------------------------------ |
| 2000  | I Got That (avec Amil)                                    | -                                             | -                                             | -                                             | -                                             | -                                             | -                                             | -                                             | -                                             | -                                             | -                                             | -                                             | -                                             | -                                             | -                                             | -                                             | -                                             | All Money Is Legal                   |
| 2002  | Work It Out                                               | -                                             | -                                             | 7                                             | 12                                            | 87                                            | -                                             | -                                             | 48                                            | 40                                            | -                                             | 26                                            | 75                                            | -                                             | 23                                            | 21                                            | 36                                            | Austin Powers dans Goldmember        |
| 2002  | '03 Bonnie & Clyde (avec Jay-Z)                           | 4                                             | 4                                             | 2                                             | 8                                             | 25                                            | -                                             | 8                                             | 1                                             | 12                                            | 12                                            | 5                                             | 6                                             | 28                                            | 14                                            | 2                                             | 4                                             | The Blueprint²: The Gift & The Curse |
| 2003  | Crazy in Love (avec Jay-Z)                                | 1                                             | 2                                             | 1                                             | 1                                             | 21                                            | 2                                             | 5                                             | 3                                             | 10                                            | 5                                             | 2                                             | 6                                             | 6                                             | 4                                             | 2                                             | 2                                             | Dangerously in Love                  |
| 2003  | Baby Boy (avec Sean Paul)                                 | 1                                             | 2                                             | 2                                             | 6                                             | 8                                             | 8                                             | 12                                            | 5                                             | 7                                             | 11                                            | 11                                            | 4                                             | 18                                            | 5                                             | 3                                             | 2                                             | Dangerously in Love                  |
| 2003  | Fighting Temptation (avec Missy Elliott, MC Lyte et Free) | -                                             | -                                             | -                                             | -                                             | -                                             | -                                             | -                                             | 42                                            | -                                             | 37                                            | 11                                            | 54                                            | -                                             | -                                             | -                                             | -                                             | The Fighting Temptations             |
| 2003  | Me, Myself and I                                          | 4                                             | 7                                             | 11                                            | 21                                            | -                                             | -                                             | 25                                            | 41                                            | -                                             | 49                                            | 14                                            | 35                                            | 51                                            | 43                                            | 11                                            | 18                                            | Dangerously in Love                  |
| 2004  | Naughty Girl                                              | 3                                             | 2                                             | 10                                            | 14                                            | 18                                            | 19                                            | 23                                            | 18                                            | 14                                            | 14                                            | 14                                            | 16                                            | 29                                            | 32                                            | 9                                             | 6                                             | Dangerously in Love                  |
| 2005  | Check on It (avec Slim Thug)                              | 1                                             | 5                                             | 3                                             | 2                                             | 32                                            | -                                             | -                                             | 7                                             | 31                                            | 9                                             | 3                                             | 11                                            | 10                                            | 11                                            | -                                             | 1                                             | Number 1's                           |
| 2006  | Déjà Vu (avec Jay-Z)                                      | 4                                             | 12                                            | 1                                             | 3                                             | 23                                            | -                                             | 4                                             | 3                                             | 19                                            | 8                                             | 13                                            | 9                                             | 12                                            | 11                                            | 12                                            | 15                                            | B'Day                                |
| 2006  | Ring the Alarm                                            | 11                                            | -                                             | -                                             | -                                             | -                                             | -                                             | -                                             | -                                             | -                                             | -                                             | -                                             | -                                             | -                                             | 56                                            | -                                             | -                                             | B'Day                                |
| 2006  | Irreplaceable                                             | 1                                             | 20                                            | 4                                             | 1                                             | 10                                            | -                                             | 10                                            | 9                                             | 25                                            | 13                                            | 5                                             | 11                                            | 11                                            | 19                                            | 1                                             | 1                                             | B'Day                                |
| 2007  | Listen                                                    | 61                                            | -                                             | 8                                             | 6                                             | -                                             | -                                             | 3                                             | 10                                            | -                                             | -                                             | 18                                            | 18                                            | 32                                            | -                                             | -                                             | -                                             | Dreamgirls                           |
| 2007  | Hollywood (avec Jay-Z)                                    | -                                             | -                                             | -                                             | -                                             | -                                             | -                                             | -                                             | -                                             | -                                             | -                                             | -                                             | -                                             | -                                             | -                                             | -                                             | -                                             | Kingdom Come                         |
| 2007  | Amor Gitano (avec Alejandro Fernández)                    | Sorti uniquement dans les pays hispanophones. | Sorti uniquement dans les pays hispanophones. | Sorti uniquement dans les pays hispanophones. | Sorti uniquement dans les pays hispanophones. | Sorti uniquement dans les pays hispanophones. | Sorti uniquement dans les pays hispanophones. | Sorti uniquement dans les pays hispanophones. | Sorti uniquement dans les pays hispanophones. | Sorti uniquement dans les pays hispanophones. | Sorti uniquement dans les pays hispanophones. | Sorti uniquement dans les pays hispanophones. | Sorti uniquement dans les pays hispanophones. | Sorti uniquement dans les pays hispanophones. | Sorti uniquement dans les pays hispanophones. | Sorti uniquement dans les pays hispanophones. | Sorti uniquement dans les pays hispanophones. | Viento a favor                       |
| 2007  | Beautiful Liar (avec Shakira)                             | 3                                             | 2                                             | 1                                             | 1                                             | 1                                             | -                                             | 1                                             | 1                                             | 5                                             | 2                                             | 1                                             | 1                                             | 2                                             | 6                                             | 5                                             | 1                                             | B'Day                                |
| 2007  | Get Me Bodied                                             | 46                                            | -                                             | -                                             | -                                             | -                                             | -                                             | -                                             | -                                             | -                                             | -                                             | -                                             | -                                             | -                                             | -                                             | -                                             | -                                             | B'Day                                |
| 2007  | Green Light                                               | -                                             | -                                             | 12                                            | 46                                            | -                                             | -                                             | -                                             | -                                             | -                                             | -                                             | 20                                            | -                                             | -                                             | -                                             | -                                             | -                                             | B'Day                                |
| 2007  | Until the End of Time (avec Justin Timberlake)            | 17                                            | -                                             | -                                             | -                                             | -                                             | -                                             | -                                             | -                                             | -                                             | -                                             | -                                             | -                                             | -                                             | 60                                            | -                                             | 31                                            | FutureSex / LoveSounds               |
| 2008  | Love in This Club Part II (avec Usher et Lil Wayne)       | 18                                            | 69                                            | -                                             | -                                             | -                                             | -                                             | -                                             | -                                             | -                                             | -                                             | -                                             | -                                             | -                                             | -                                             | 96                                            | -                                             | Here I Stand                         |
| 2008  | If I Were a Boy                                           | 3                                             | 4                                             | 1                                             | 2                                             | 5                                             | 4                                             | 4                                             | 3                                             | 9                                             | 4                                             | 2                                             | 3                                             | 3                                             | 1                                             | 3                                             | 2                                             | I Am... Sasha Fierce                 |
| 2008  | Single Ladies (Put a Ring on It)                          | 1                                             | 2                                             | 7                                             | 4                                             | 68                                            | 10                                            | 10                                            | 40                                            | 34                                            | 11                                            | 12                                            | -                                             | -                                             | 40                                            | 5                                             | 2                                             | I Am... Sasha Fierce                 |
| 2008  | At Last                                                   | 67                                            | 79                                            | -                                             | -                                             | -                                             | -                                             | -                                             | -                                             | -                                             | -                                             | -                                             | -                                             | -                                             | -                                             | -                                             | -                                             | Cadillac Records                     |
| 2009  | Diva                                                      | 19                                            | -                                             | 72                                            | 50                                            | -                                             | -                                             | -                                             | -                                             | -                                             | -                                             | 73                                            | -                                             | -                                             | -                                             | 40                                            | 26                                            | I Am... Sasha Fierce                 |
| 2009  | Halo                                                      | 5                                             | 3                                             | 4                                             | 4                                             | 39                                            | 5                                             | 5                                             | 4                                             | 15                                            | 18                                            | 14                                            | 5                                             | 6                                             | 8                                             | 3                                             | 2                                             | I Am... Sasha Fierce                 |
| 2009  | Ego                                                       | 39                                            | -                                             | 60                                            | -                                             | -                                             | -                                             | -                                             | -                                             | -                                             | -                                             | -                                             | -                                             | -                                             | 29                                            | -                                             | 11                                            | I Am... Sasha Fierce                 |
| 2009  | Sweet Dreams                                              | 10                                            | 17                                            | 5                                             | 4                                             | -                                             | 9                                             | -                                             | 16                                            | -                                             | 24                                            | 46                                            | 8                                             | 17                                            | 14                                            | 2                                             | 1                                             | I Am... Sasha Fierce                 |
| 2009  | Broken-Hearted Girl                                       | -                                             | -                                             | 27                                            | 20                                            | -                                             | -                                             | -                                             | 62                                            | -                                             | -                                             | -                                             | 14                                            | 38                                            | -                                             | 14                                            | -                                             | I Am... Sasha Fierce                 |
| 2009  | Video Phone (avec Lady Gaga)                              | 65                                            | -                                             | 58                                            | -                                             | -                                             | 26                                            | -                                             | -                                             | -                                             | -                                             | -                                             | -                                             | -                                             | -                                             | -                                             | -                                             | I Am... Sasha Fierce                 |

### Années 2010
| Année | Single                                            | Classements | Classements | Classements | Classements | Classements | Classements | Classements | Classements | Classements | Classements | Classements | Classements | Classements | Classements | Classements | Classements | Album                   |
| Année | Single                                            | É-U         | CAN         | R-U         | IRL         | FRA         | ESP         | ITA         | SUI         | BE/W        | BE/F        | P-B         | ALL         | AUT         | SUE         | AUS         | N-Z         | Album                   |
| ----- | ------------------------------------------------- | ----------- | ----------- | ----------- | ----------- | ----------- | ----------- | ----------- | ----------- | ----------- | ----------- | ----------- | ----------- | ----------- | ----------- | ----------- | ----------- | ----------------------- |
| 2010  | Put It in a Love Song (avec Alicia Keys)          | -           | 71          | -           | 26          | -           | -           | -           | -           | -           | -           | -           | -           | -           | -           | 18          | 24          | The Element of Freedom  |
| 2010  | Telephone (avec Lady Gaga)                        | 3           | 3           | 1           | 1           | 3           | 5           | 2           | 4           | 1           | 1           | 10          | 3           | 3           | 2           | 3           | 3           | The Fame Monster        |
| 2010  | Why Don't You Love Me                             | -           | -           | 51          | -           | -           | -           | -           | -           | -           | -           | -           | -           | -           | -           | 73          | -           | I Am... Sasha Fierce    |
| 2011  | Run the World (Girls)                             | 29          | 16          | 11          | 11          | 12          | 21          | -           | 22          | 5           | 14          | 8           | -           | -           | -           | 10          | 9           | 4                       |
| 2011  | Best Thing I Never Had                            | 16          | 27          | 3           | 2           | 61          | 46          | -           | 35          | -           | 50          | 37          | 29          | 39          | 44          | 17          | 5           | 4                       |
| 2011  | Lift Off (avec Jay-Z et Kanye West)               | -           | -           | 48          | -           | -           | -           | -           | -           | -           | -           | -           | -           | -           | -           | 81          | -           | Watch the Throne        |
| 2011  | Party (avec André 3000)                           | 50          | -           | -           | -           | -           | -           | -           | -           | -           | -           | -           | -           | -           | -           | -           | -           | 4                       |
| 2011  | Love on Top                                       | 20          | 65          | 13          | 21          | 83          | -           | -           | -           | -           | -           | 61          | -           | -           | -           | 20          | 14          | 4                       |
| 2011  | Countdown                                         | 71          | 62          | 35          | 45          | -           | -           | -           | -           | -           | -           | 92          | -           | 65          | -           | -           | -           | 4                       |
| 2012  | I Care                                            | -           | -           | -           | -           | -           | -           | -           | -           | -           | -           | -           | -           | -           | -           | -           | -           | 4                       |
| 2012  | End of Time                                       | -           | -           | 39          | 27          | -           | -           | -           | -           | -           | -           | -           | -           | -           | -           | -           | -           | 4                       |
| 2013  | XO                                                | 45          | 36          | 22          | 15          | 99          | 35          | -           | -           | -           | -           | 37          | 68          | -           | 50          | 16          | 10          | Beyoncé                 |
| 2013  | Drunk in Love (avec Jay-Z)                        | 2           | 23          | 9           | 10          | 9           | -           | -           | 40          | 23          | 13          | 39          | 70          | -           | 16          | 22          | 7           | Beyoncé                 |
| 2014  | Part II (On the Run) (avec Jay-Z)                 | 77          | -           | 93          | -           | 187         | -           | -           | -           | -           | -           | -           | -           | -           | -           | -           | -           | Magna Carta Holy Grail  |
| 2014  | Partition                                         | 23          | 100         | 74          | 57          | 120         | -           | -           | -           | -           | -           | -           | -           | -           | -           | -           | -           | Beyoncé                 |
| 2014  | Say Yes (avec Michelle Williams et Kelly Rowland) | -           | -           | -           | -           | 90          | -           | -           | -           | -           | -           | -           | -           | -           | -           | -           | -           | Journey to Freedom      |
| 2014  | Pretty Hurts                                      | -           | 78          | 63          | 56          | 133         | -           | -           | 68          | -           | -           | 87          | 83          | -           | -           | 47          | -           | Beyoncé                 |
| 2014  | Flawless (avec Nicki Minaj)                       | 41          | 88          | 65          | 77          | 161         | -           | -           | -           | -           | -           | -           | -           | -           | -           | -           | -           | Beyoncé                 |
| 2014  | 7/11                                              | 13          | 27          | 33          | 44          | 11          | 85          | -           | 74          | -           | -           | 43          | 78          | -           | 45          | 41          | 24          | Beyoncé                 |
| 2014  | Ring Off                                          | -           | -           | 81          | -           | 110         | -           | -           | -           | -           | -           | 84          | -           | -           | -           | -           | -           | Beyoncé                 |
| 2015  | Runnin' (Lose It All) (avec Naughty Boy)          | 90          | 61          | 4           | 12          | 18          | 51          | -           | 23          | 11          | 16          | 19          | 85          | 12          | 70          | 22          | 10          |                         |
| 2016  | Formation                                         | 10          | 32          | 31          | 59          | 24          | -           | -           | -           | -           | -           | -           | 74          | -           | -           | 17          | -           | Lemonade                |
| 2016  | Sorry                                             | 11          | 40          | 33          | 36          | 62          | -           | -           | -           | -           | -           | -           | -           | -           | 82          | 74          | -           | Lemonade                |
| 2016  | Hold Up                                           | 13          | 37          | 11          | 51          | 14          | -           | -           | -           | -           | -           | -           | -           | -           | 77          | 25          | -           | Lemonade                |
| 2016  | Freedom (avec Kendrick Lamar)                     | 35          | 60          | 40          | 95          | 53          | -           | -           | -           | -           | 27          | -           | -           | -           | -           | 62          | -           | Lemonade                |
| 2016  | All Night                                         | 38          | 73          | 60          | -           | 71          | -           | -           | -           | -           | -           | -           | -           | -           | -           | -           | -           | Lemonade                |
| 2017  | Shining (avec DJ Khaled et Jay-Z)                 | 57          | 72          | 71          | -           | -           | -           | -           | -           | -           | -           | -           | -           | -           | -           | 93          | -           | Grateful                |
| 2017  | Mi gente (avec J Balvin)                          | 3           | 2           | -           | -           | -           | 15          | -           | 16          | -           | -           | -           | -           | -           | 32          | -           | 39          |                         |
| 2017  | Walk on Water (avec Eminem)                       | 14          | 22          | 7           | 8           | 73          | -           | 22          | 5           | 49          | 32          | 22          | 16          | 13          | 7           | 10          | 18          | Revival                 |
| 2017  | Perfect Duet (avec Ed Sheeran)                    | 1           | 1           | -           | -           | -           | 23          | -           | -           | -           | -           | -           | -           | 4           | -           | -           | -           |                         |
| 2018  | Top Off (avec DJ Khaled et Jay-Z)                 | 22          | 48          | 41          | 67          | -           | -           | -           | 66          | -           | -           | -           | 98          | -           | 60          | -           | -           | Father of Asahd         |
| 2018  | Apeshit (avec Jay-Z)                              | 13          | 24          | 33          | 33          | 97          | -           | 93          | 69          | -           | 37          | 59          | -           | -           | 56          | 51          | -           | Everything Is Love      |
| 2019  | Spirit                                            | 98          | 92          | 59          | 65          | -           | -           | -           | -           | -           | -           | 67          | -           | -           | -           | 99          | -           | The Lion King           |
| 2019  | Brown Skin Girl                                   | 76          | 60          | 42          | 50          | -           | -           | -           | -           | -           | -           | 82          | -           | -           | -           | -           | -           | The Lion King: The Gift |

### Années 2020
| Année | Single                                               | Classements | Classements | Classements | Classements | Classements | Classements | Classements | Classements | Classements | Classements | Classements | Classements | Classements | Classements | Classements | Classements | Album                      |
| Année | Single                                               | É-U         | CAN         | R-U         | IRL         | FRA         | ESP         | ITA         | SUI         | BE/W        | BE/F        | P-B         | ALL         | AUT         | SUE         | AUS         | N-Z         | Album                      |
| ----- | ---------------------------------------------------- | ----------- | ----------- | ----------- | ----------- | ----------- | ----------- | ----------- | ----------- | ----------- | ----------- | ----------- | ----------- | ----------- | ----------- | ----------- | ----------- | -------------------------- |
| 2020  | Savage (avec Megan Thee Stallion)                    | 1           | 9           | -           | -           | -           | -           | 28          | -           | 50          | 35          | 28          | -           | -           | -           | -           | -           | Good News                  |
| 2020  | Black Parade                                         | 37          | 70          | 49          | 45          | -           | -           | -           | -           | -           | -           | -           | -           | -           | -           | 76          | -           | The Lion King: The Gift    |
| 2021  | Be Alive                                             | -           | -           | -           | -           | -           | -           | -           | -           | -           | -           | -           | -           | -           | -           | -           | -           |                            |
| 2022  | Break My Soul                                        | 1           | 4           | 2           | 1           | 18          | 94          | 59          | 15          | 14          | 12          | 14          | 42          | 51          | 30          | 6           | 16          | Renaissance                |
| 2022  | Make Me Say It Again, Girl (avec The Isley Brothers) | -           | -           | -           | -           | -           | -           | -           | -           | -           | -           | -           | -           | -           | -           | -           | -           | Make Me Say It Again, Girl |
| 2022  | Cuff It                                              | 6           | 16          | 5           | 6           | 14          | 92          | 69          | 18          | 2           | 18          | 20          | 29          | 48          | 35          | 8           | 3           | Renaissance                |
| 2023  | America Has a Problem                                | 38          | 41          | 22          | 15          | -           | -           | -           | 96          | -           | -           | -           | -           | -           | -           | -           | -           | Renaissance                |
| 2023  | Virgo's Groove                                       | 43          | 65          | -           | -           | -           | -           | -           | -           | -           | -           | -           | -           | -           | -           | -           | -           | Renaissance                |
| 2023  | Delresto (Echoes) (avec Travis Scott)                | 25          | 26          | -           | -           | 38          | -           | 63          | -           | -           | -           | -           | -           | -           | -           | 34          | 30          | Utopia                     |
| 2024  | Texas Hold 'Em                                       | 1           | 1           | 1           | 1           | 4           | 47          | 47          | 2           | 2           | 1           | 1           | 4           | 2           | 2           | 2           | 1           | Cowboy Carter              |
| 2024  | 16 Carriages                                         | 38          | 56          | 44          | 57          | 128         | -           | -           | -           | -           | -           | -           | -           | -           | -           | -           | -           | Cowboy Carter              |
| 2024  | II Most Wanted (avec Miley Cyrus)                    | 6           | 17          | 9           | 13          | 63          | -           | -           | 20          | -           | -           | 27          | -           | 55          | 24          | 16          | 17          | Cowboy Carter              |